# Theodor Benfey

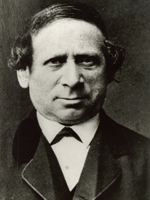
Theodor Benfey

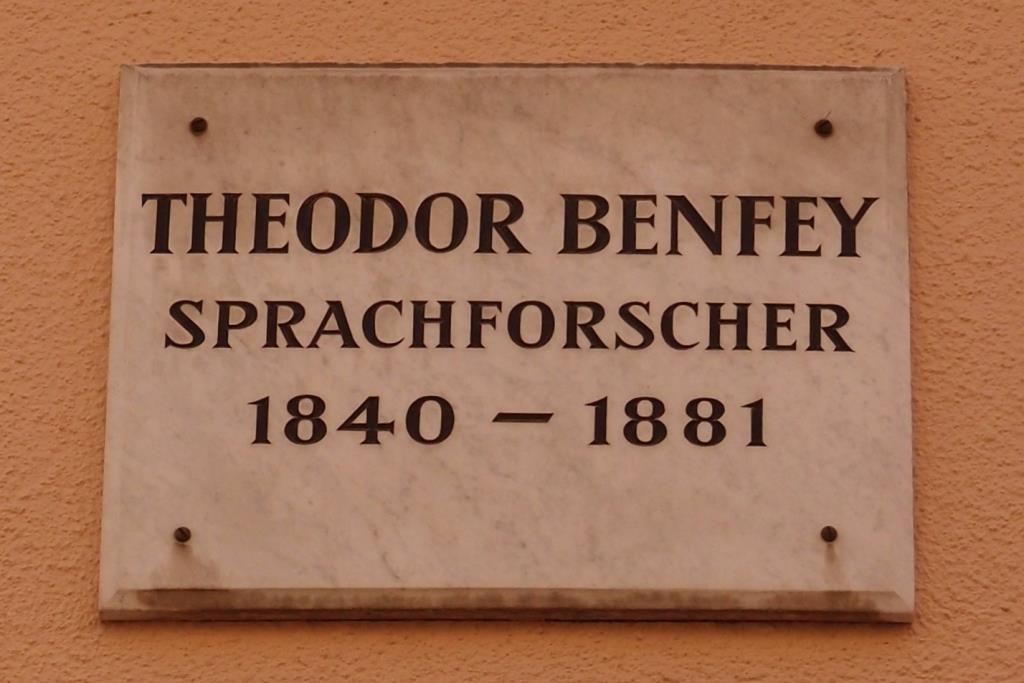
Tafel für Theodor Benfey in Göttingen, Theaterstraße 5

Theodor Benfey (* 28. Januar 1809 in Nörten bei Göttingen; † 26. Juni 1881 in Göttingen) war ein deutscher Orientalist und Sprachforscher.
Benfey, Sohn eines jüdischen Kaufmanns, studierte in Göttingen und in München klassische Philologie, lebte dann in Frankfurt am Main und in Heidelberg, wo er sich mit sprachvergleichenden Studien beschäftigte. Er habilitierte sich 1834 in Göttingen für Sanskrit und vergleichende Sprachwissenschaft. Nachdem er mit seiner Frau und seinen vier Kindern 1846 zum Christentum (ev.) konvertiert war, wurde er 1848 zum außerordentlichen, 1862 zum ordentlichen Professor ernannt, und hatte als Lehrer großen Einfluss – besonders auf die Entwicklung der Indologie – bis zu seinem Tod.
Die Liste seiner Veröffentlichungen ist lang und zeigt die große Spannweite seiner Interessen: vom Sanskrit der Veden über altpersische Keilschriftmonumente, die Entwicklung der Altgriechischen Sprache bis zu den Wurzeln der semitischen Sprachfamilien. Durch seine Untersuchungen über die Geschichte der Märchenliteratur wurden teils viele andere zu ähnlichen Forschungen angeregt, teils setzte Benfey selbst dieselben fort in zahlreichen Aufsätzen, besonders in den Göttinger gelehrten Anzeigen und der von ihm selbst herausgegebenen Zeitschrift Orient und Occident.
Durch seine Arbeiten über die indische Märchen- und Erzählliteratur, besonders des Pantschatantra, wurde Benfey zum Begründer der vergleichenden Märchenforschung. Da es ihm gelang, die Quellen vieler der Erzählungen dieses Textes nachzuweisen und ihre Verbreitungsgeschichte nachzuvollziehen, leistete er Bedeutendes, doch sind heute die von ihm vertretenen theoretischen Positionen und der methodische Ansatz (sogenannte „Indische Theorie“) weitgehend überholt. Seine Grundannahme war, die buddhistische Literatur in Indien sei der Ausgangsort nahezu aller Märchen gewesen und diese seien erst im Mittelalter auf schriftlichem Weg in den Westen gelangt. Mit dieser Wandertheorie führte er die bereits bei den Brüdern Grimm anzutreffenden Thesen fort – blieb jedoch ein entschiedener Gegner der Indogermanischen Theorie des Brüderpaares.
Von seinen früheren Publikationen sind hervorzuheben: Griechisches Wurzellexikon (Berlin 1839–1842), das den Prix Volney erhielt, Über das Verhältnis der ägyptischen Sprache zum semitischen Sprachstamm (Leipzig 1844), Die persischen Keilinschriften mit Übersetzung und Glossar (das. 1847), Die Hymnen des Sâma Veda (das. 1848, ein für das Studium der ältesten indischen Literatur grundlegendes Werk), Handbuch der Sanskritsprache (das. 1852–54), ferner Pantschatantra. Fünf Bücher indischer Fabeln, Märchen und Erzählungen (Leipzig 1859).

## Schriften (Auswahl)
- Einige Bemerkungen über die Götternamen auf den indoscythischen Münzen. In: Zeitschrift der Deutschen Morgenländischen Gesellschaft, Band 8. 1854. S. 450–466 (Digitalisat).